# George Sauer junior
George Henry Sauer Jr. (* 10. November 1943 in Sheboygan, Wisconsin; † 7. Mai 2013 in Westerville, Ohio) war ein US-amerikanischer American-Football-Spieler auf der Position des Wide Receivers. Er spielte für die New York Jets in der American Football League und nach dem Zusammenschluss in der National Football League (NFL).

## Herkunft/College
Die Familie Sauer stammt ursprünglich aus Russland. Sie waren Wolgadeutsche aus Norka (Nork), einer Gemeinde, die heute in Armenien liegt. Seine Großeltern wanderten in die USA aus. Sein Vater George Sauer senior ist Mitglied in der College Football Hall of Fame, war ein vielbeachteter Footballspieler, sowie Footballtrainer und spielte als Profi bei den Green Bay Packers. George Sauer junior wuchs in Waco, Texas auf und spielte dort bereits auf der Highschool American Football. Sauer spielte nach seinem Schulabschluss  College Football bei der University of Texas.

## Profilaufbahn
Ohne in der NFL Draft ausgewählt worden zu sein, wurde er 1965 von den New York Jets als Wide Receiver verpflichtet. Bis 1970 konnte Sauer in 84 Spielen für die Jets 28 Touchdowns erzielen. Sauer feierte seinen größten Erfolg im AFL-NFL World Championship Game, das später zum Super Bowl III umbenannt wurde. In diesem Super Bowl wurde er mehrfach von seinem Quarterback Joe Namath in Szene gesetzt und konnte bei acht Passfängen 133 Yards Raumgewinn erzielen. Die Jets gewannen das Spiel gegen die favorisierten Baltimore Colts mit 16:7. Sauers Leistung verhalf Namath zur Wahl zum Super Bowl MVP. 1970 beendete er überraschend seine Laufbahn in der NFL, weil ihm die Lust am Football vergangen war. 1974 schloss er sich den New York Stars an, einer Mannschaft die in der World Football League angesiedelt war. Die Liga stellte allerdings nach einem Jahr den Spielbetrieb wieder ein.

## Ehrungen
Sauer spielte viermal im Pro Bowl und wurde dreimal zum All-Pro gewählt. 

## Nach der Laufbahn
Sauer war verheiratet und lebte in Waco. Er starb 69-jährig an den Folgen einer Herzinsuffizienz.